# Paula Gosling
Pour les articles homonymes, voir Gosling.
Paula Gosling, née le 12 octobre 1939 à Détroit, Michigan, est un auteur américain de roman policier.

## Biographie
En 1962, elle obtient une licence de lettres de l’Université de Wayne State. Pendant les deux années suivantes, elle travaille dans le milieu de la publicité, y exécutant diverses tâches de rédaction. En 1964, elle quitte l’Amérique pour s’installer au Royaume-Uni. Elle y épouse Christopher Gosling en 1968 et poursuit sa carrière de rédactrice en publicité d’abord à Londres, jusqu’en 1970, puis à Bristol jusqu’en 1979.
Son premier roman, Un flic pas tellement sale, paraît en 1974 et reçoit un excellent accueil critique et public.  Après la publication en 1979 d’un deuxième roman, elle décide de se consacrer à l’écriture à temps plein. En 1985, Trois petits singes et puis s’en vont remporte le Gold Dagger Award et inaugure la série de l’inspecteur Jack Stryker de la police criminelle qui fait équipe à trois reprises avec le professeur d’anglais Kate Trevorne.
En 1986, elle crée l’inspecteur Luke Abbott qui évolue dans le milieu rural du Midwest américain et, en 1992, la série Blackwater Bay, sa plus étoffée à ce jour, qui se déroule dans la région de San Francisco.  Plusieurs de ses romans parmi ses plus personnels n’appartiennent toutefois à aucun série, notamment le roman policier humoristique L’arnaque n’est plus ce qu’elle était (1988) qui met en scène deux familles de truands à l'époque de la Prohibition.
Elle a également publié un thriller de science-fiction, centré sur les perceptions extra-sensorielles, sous le pseudonyme de Ainslie Skinner, et un roman historique sous celui de Holly Baxter.
Elle a été présidente de la Crime Writers' Association.

## Œuvre

### Romans

#### SérieJack Stryker
- Monkey Puzzle (1985) Publié en français sous le titre Trois petits singes et puis s’en vont, Paris, Librairie des Champs-Élysées, Le Masque. Les Reines du crime no 1971, 1989
- Backlash (1989) Publié en français sous le titre Pour quelques flics de trop, Paris, Librairie des Champs-Élysées, Le Masque. Les Reines du crime no 2088, 1992
- Ricochet (2002)

#### SérieLuke Abbott
- The Wychford Murders (1986)
- Death Penalties (1991) Publié en français sous le titre Larmes fatales, Paris, Librairie des Champs-Élysées, Le Masque. Les Reines du crime no 2111, 1993

#### SérieBlackwater Bay
- The Body in Blackwater Bay (1992) Publié en français sous le titre On assassine au paradis, Paris, Librairie des Champs-Élysées, Le Masque. Les Reines du crime no 2178, 1994
- A Few Dying Words (1993) Publié en français sous le titre Le Dernier Souffle, Paris, Librairie des Champs-Élysées, Le Masque. Les Reines du crime no 2257, 1995
- The Dead of Winter (1995) Publié en français sous le titre Au cœur de l’hiver, Paris, Librairie des Champs-Élysées, Le Masque. Les Reines du crime no 2356, 1998
- Death and Shadows (1998)
- Underneath Every Stone (2000)

#### Autres romans
- A Running Duck ou Fair Game ou Cobra (1974) Publié en français sous le titre Un flic pas tellement sale, Paris, Gallimard, Série noire no 1734, 1979
- The Zero Trap (1979) Publié en français sous le titre Moins 40 de fièvre, Paris, Gallimard, Série noire no 1816, 1981
- Loser's Blues ou Solo Blues (1980)
- The Woman in Red (1983)
- Hoodwink (1988) Publié en français sous le titre L’arnaque n’est plus ce qu’elle était, Paris, Librairie des Champs-Élysées, Le Masque. Les Reines du crime no 2002, 1990

#### Roman signé Ainslie Skinner
- Mind's Eye ou The Harrowing (1980), thriller de science-fiction

#### Roman signé Holly Baxter
- Tears of the Dragon (2004), roman historique

### Nouvelles
- Mr. Felix (1987) Publié en français sous le titre M. Félix, dans Anthologie du Mystère 90. Les Dernières Nouvelles du crime, Paris, Éditions du Masque, 1990
- The Saturday Shopper (1994)

## Adaptations cinématographiques
Le roman A Running Duck a été adapté à deux reprises au cinéma :
- 1986 :  Cobra de George P. Cosmatos avec Sylvester Stallone et Brigitte Nielsen.
- 1995 : Fair Game d'Andrew Sipes (en) avec William Baldwin et Cindy Crawford.

## Prix et distinctions
- CWA New Blood Dagger (en) 1979 pour Un flic pas tellement sale (A Running Duck).
- Gold Dagger Award 1985 pour Trois petits singes et puis s’en vont (Monkey Puzzle).

## Sources
- Anne Martinetti, "Le Masque" : histoire d'une collection, Amiens, Encrage, coll. « Références » (no 3), 1997, 143 p. (ISBN 978-2-906389-82-3), p. 73-74.
- Claude Mesplède (dir.), Dictionnaire des littératures policières, vol. 1 : A - I, Nantes, Joseph K, coll. « Temps noir », 2007, 1054 p. (ISBN 978-2-910686-44-4, OCLC 315873251), p. 861-862.